# Pol Fortuny
Pol Fortuny Aubareda (Tarragona, 11 de marzo de 2005), más conocido como Pol,  es un futbolista español que puede jugar como delantero o Extremo derecho en el Real Madrid Club de Fútbol Juvenil de la División de Honor Juvenil de España.

## Trayectoria
Nacido en Tarragona,  es un futbolista formado en las categorías inferiores del Unió Esportiva Torredembarra desde 2010 a 2014, C. F. Reus Deportiu desde 2014 a 2017 y en el R. C. D. Espanyol desde 2017 a 2019.
El 12 de junio de 2019, con 15 años ingresó en la cantera del Real Madrid Club de Fútbol, para jugar en el cadete "B". 
Pol iría quemando etapas en el conjunto blanco y en la temporada 2022-23, pese a ser integrante del juvenil "B", en enero de 2023 pasaría a ser parte del juvenil "A" del conjunto blanco y disputaría la UEFA Youth League.

### Selección nacional
Pol es internacional con la selección de fútbol sub-17 de España con la que conquistó el Torneo Internacional del Algarve en 2022. Más tarde, se estrenó con la selección de fútbol sub-19 de España en la victoria contra Noruega por tres goles a cero. También formó parte del combinado de José Lana en la Eurocopa Sub-19 del año 2024, ganando el campeonato. Marcó en semifinales contra Italia en el minuto 100' de la prórroga.

## Palmarés

### Títulos internacionales
| Título                               | Equipo        | Sede              | Año  |
| ------------------------------------ | ------------- | ----------------- | ---- |
| Campeonato Europeo de la UEFA Sub-19 | España sub-19 | Irlanda del Norte | 2024 |